# TroGroup
Die Trogroup GmbH (Eigenschreibweise: TroGroup GmbH) ist eine österreichische Unternehmensgruppe, die aus der Trodat GmbH, der Trotec Laser GmbH und der Iradion Laser Holding GmbH besteht. Der Sitz beider Unternehmen befindet sich im oberösterreichischen Wels. Trodat ist nach eigenen Angaben der größte Stempelhersteller der Welt, Trotec ist weltweit führendes Unternehmen für Laserplotter zum Gravieren, Schneiden und Markieren und Iradion ist Weltmarktführer bei Keramik-CO2-Laserquellen.

## Geschichte
Der „Grundstein“ wurde 1912 in Wien mit der Gründung der Einzelfirma Franz Just gelegt, 1944 erfolgte die Umwandlung in die Franz Just & Söhne OHG.
In wirtschaftlich schwierigen Zeiten – Zweiter Weltkrieg, Besatzungszonen, Währungsreform, Kompensationsgeschäfte – erfolgte 1951 die Übersiedelung nach Wels in die amerikanische Besatzungszone mit guter nationaler und internationaler Verkehrsanbindung. Es erfolgten die ersten Exporte in die Schweiz, Dänemark, Niederlande und Deutschland.
1987 wurde die Holding als Mutterunternehmen für Auslandstöchter gegründet. 1999 wurde in die Stiftungs- und Unternehmensstruktur mit Geschäftsführung Holding und operativen Gesellschaften umgewandelt. Die heutige TroGroup GmbH (bis 2021: Trodat Trotec Holding GmbH) mit über 40 Tochterunternehmen im In- und Ausland beschäftigt mehr als 1950 Mitarbeiter in Österreich, Deutschland, Schweiz, Niederlande, Frankreich, Großbritannien, Polen, Kanada, USA, Südafrika, China, Japan, Indien, Russische Föderation, Belgien, Italien, Brasilien, Mexiko, Australien, Spanien.
Trodat beliefert Kunden in mehr als 150 Ländern der Welt – die Exportquote liegt bei über 97 Prozent (Stand: 2022).

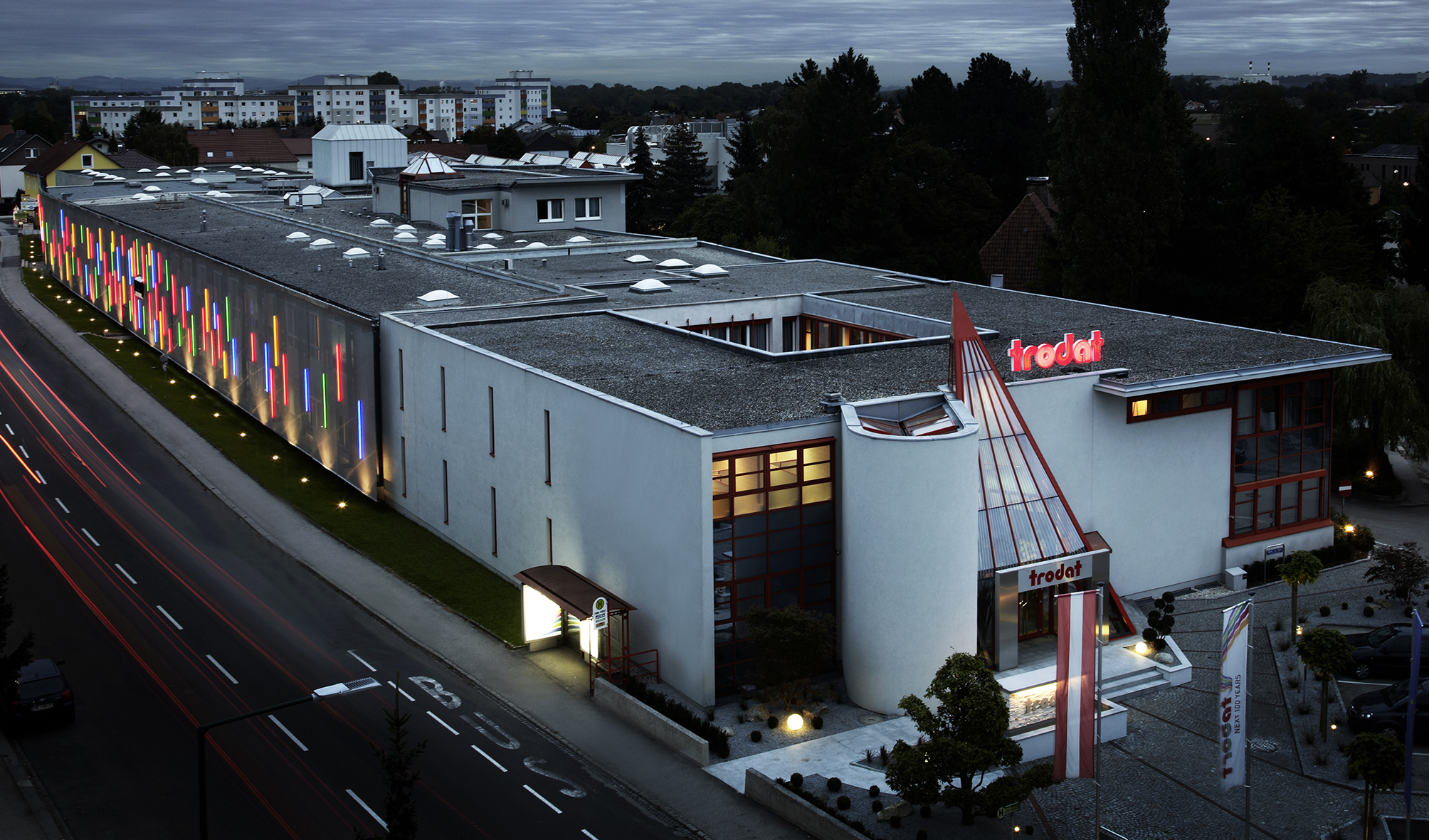
Headquarters Trodat / Trodat Trotec Group in Wels OÖ

## Eigentümer
(Stand: Juni 2023)
- Ingeborg Müller-Just Privatstiftung – 38,66 %
- Müller-Just Familien-Privatstiftung – 36,24 %
- P50 Beteiligungs GmbH – 25,1 %

## Konzernstruktur
Zur TroGroup GmbH gehören folgende Unternehmen:
- Trodat GmbH, Wels, Österreich
- Trotec Laser GmbH, Wels / Marchtrenk, Österreich
- Iradion Laser Holding GmbH, Wels, Österreich

## Der Name Trodat
Der heutige Unternehmensname (Firma) Trodat entstand aus einer Produktbezeichnung. In den Jahren 1947/48 wurden die ersten Kunststoff-Datumstempel mit dem Namen Trodat produziert. Tro steht für den Kunststoff Trolitul, der früher zur Stempelerzeugung verwendet wurde. Trolitul ist mindestens bis 1961 Markenname der Dynamit Nobel AG, Troisdorf für Polystyrol, das in den 1920er-Jahren erfunden wurde und das als Thermoplast durch Spritzgießen verarbeitet werden kann, das ebenfalls ab dieser Zeit in Deutschland entwickelt wurde. Beginnend mit der von Dynamit Nobel 1919 gefundenen thermoplastischen Nitrozellulose (Trolit F) geben chemische Firmen (eine davon namens Troplast) in Troisdorf (Bezirk Köln) bis heute zahlreichen ihrer Kunststoffe und Produkte Bezeichnungen die mit Tro... beginnen.
dat steht kurz für Datumstempel. In den späten 1960er Jahren wurde nach Umfirmierung Trodat als Firma offiziell.

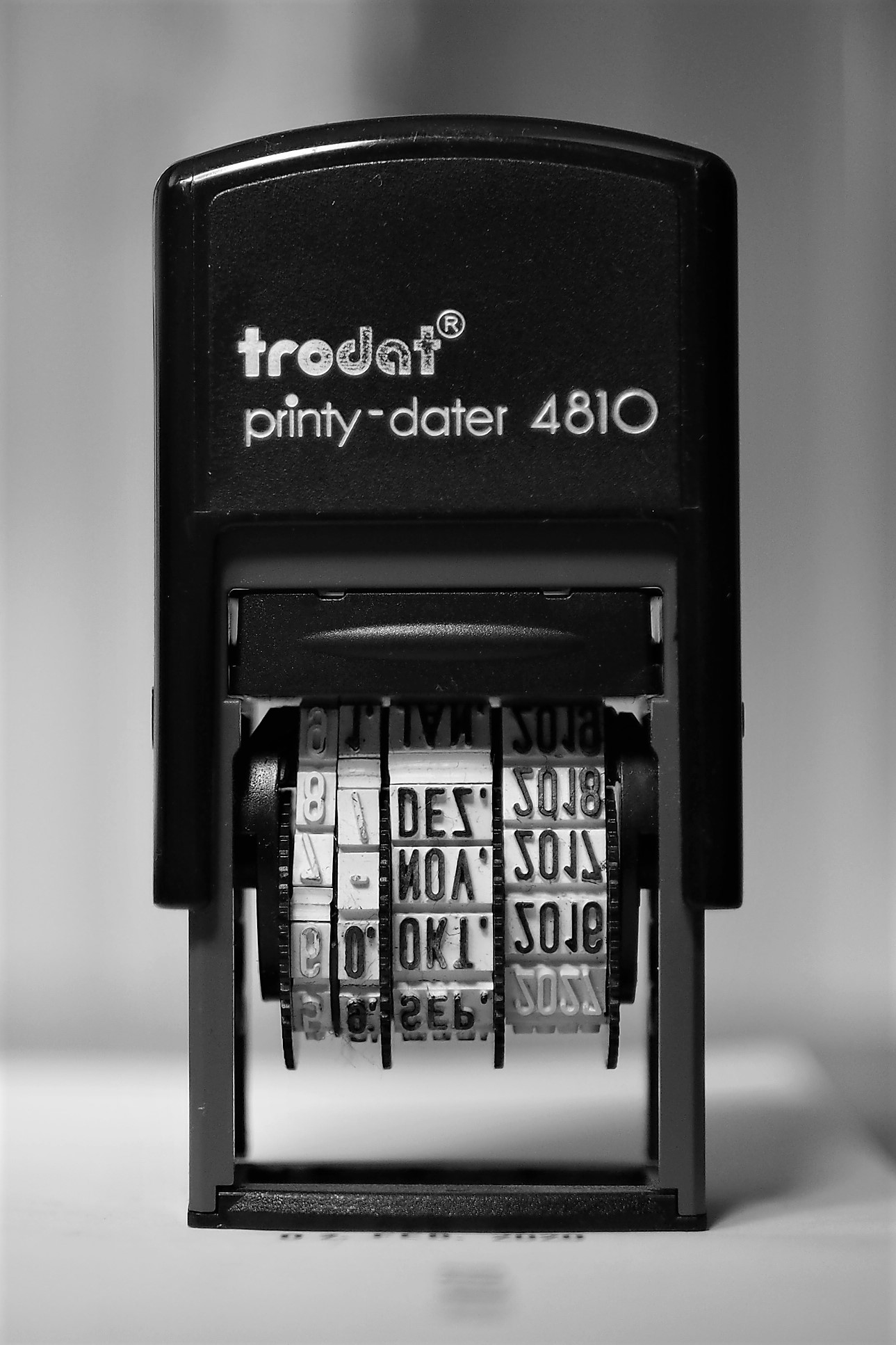
Stempel

## Geschäftsfelder
Die Produkte und Leistungen der TroGroup konzentrieren sich auf das Stempelgeschäft und das Lasergeschäft (Laserplotter, Laserquellen):
- Trodat Stempelkomponenten
- Trotec Lasersysteme
- Iradion Laserquellen

Trodat ist nach eigenen Angaben auf Basis Umsatz größter Stempelhersteller der Welt und spezialisiert auf selbstfärbende Stempelgeräte, das sind Stempel mit eingebautem Stempelkissen. Der Trodat Printy Stempel – Markteinführung der 1. Generation im Jahre 1976 – wurde laut Angaben des Herstellers bereits mehr als 300 Millionen verkauft.
Das Tochterunternehmen Trotec (gegründet 1997) beschäftigt sich mit Lasersystemen und bietet hochwertige Lösungen und Anwendungen in den Bereichen Gravieren, Markieren und Schneiden.
Iradion ist ein Hersteller von verschiedenen Laserquellen, die auf unterschiedlichen Technologien basieren und in verschiedenen Geschäftsbereichen eingesetzt werden. Das Produktportfolio umfasst diodengepumpte Festkörperlaser (DPSS), die Pulszeiten im Nano- bis Femtosekundenbereich ermöglichen. Des Weiteren bietet Iradion CO2-Laser mit einem Resonator aus Keramik an. Diese CERAMICORE® Innovation verhindert, dass das eingeschlossene Lasergas kontaminiert wird. Die Reinheit des Gases bleibt erhalten und die Lebensdauer der Laserquelle wird so verlängert. Die Laser mit unterschiedlichen Wellenlängen finden Anwendung in wichtigen Industriezweigen wie der Automobilindustrie, Halbleiter- und Elektronikindustrie oder der Materialbearbeitung, aber auch in Forschung und Wissenschaft.
Alle Laser werden in den USA sowie Deutschland entwickelt und gefertigt.

## E-Commerce
Zur Unterstützung des Verkaufs von Trodat Stempel über Internet wurde unter dem Namen uTypia eine Softwarelösung für die Bestellung von personalisierten Stempeln entwickelt. Das Online-Bestellsystem existiert seit dem Jahr 2000. Laut Angaben von Trodat vertreiben Wiederverkäufer weltweit in mehr als 600 uTypia Online shops ihre Produkte wie Stempel, Gravuren und Print über das Internet.

## Sonstiges
1980 gründete ein ehemaliger Mitarbeiter die Firma Colop, die ebenfalls Selbstfärbestempel herstellt. Colop sitzt ebenfalls in Wels und ist im Privatbesitz der Familie Skopek. Franz Ratzenberger ist Geschäftsführer, Sohn Christoph Skopek Mit-Geschäftsführer. Nach Eigenaussage ist Colop etwa ein Drittel kleiner als Trodat. Gemeinsam hat man 75 % Weltmarktanteil.